# Jon Favreau (plume)
Pour l'acteur et réalisateur, voir Jon Favreau.
Pour les articles homonymes, voir Favreau.
Jonathan Favreau dit Jon Favreau, né le 6 juin 1981 à Winchester, est le directeur du bureau de rédaction des discours de Barack Obama, président des États-Unis, de 2009 à 2013.
Il a acquis une certaine notoriété grâce à la rédaction de discours forts, clairs et poignants pour Barack Obama lors des primaires démocrates puis des présidentielles américaines de 2008. Il est, après l'accession d'Obama à la présidence des États-Unis, régulièrement considéré comme un des spin doctors de la Maison-Blanche.

## Biographie

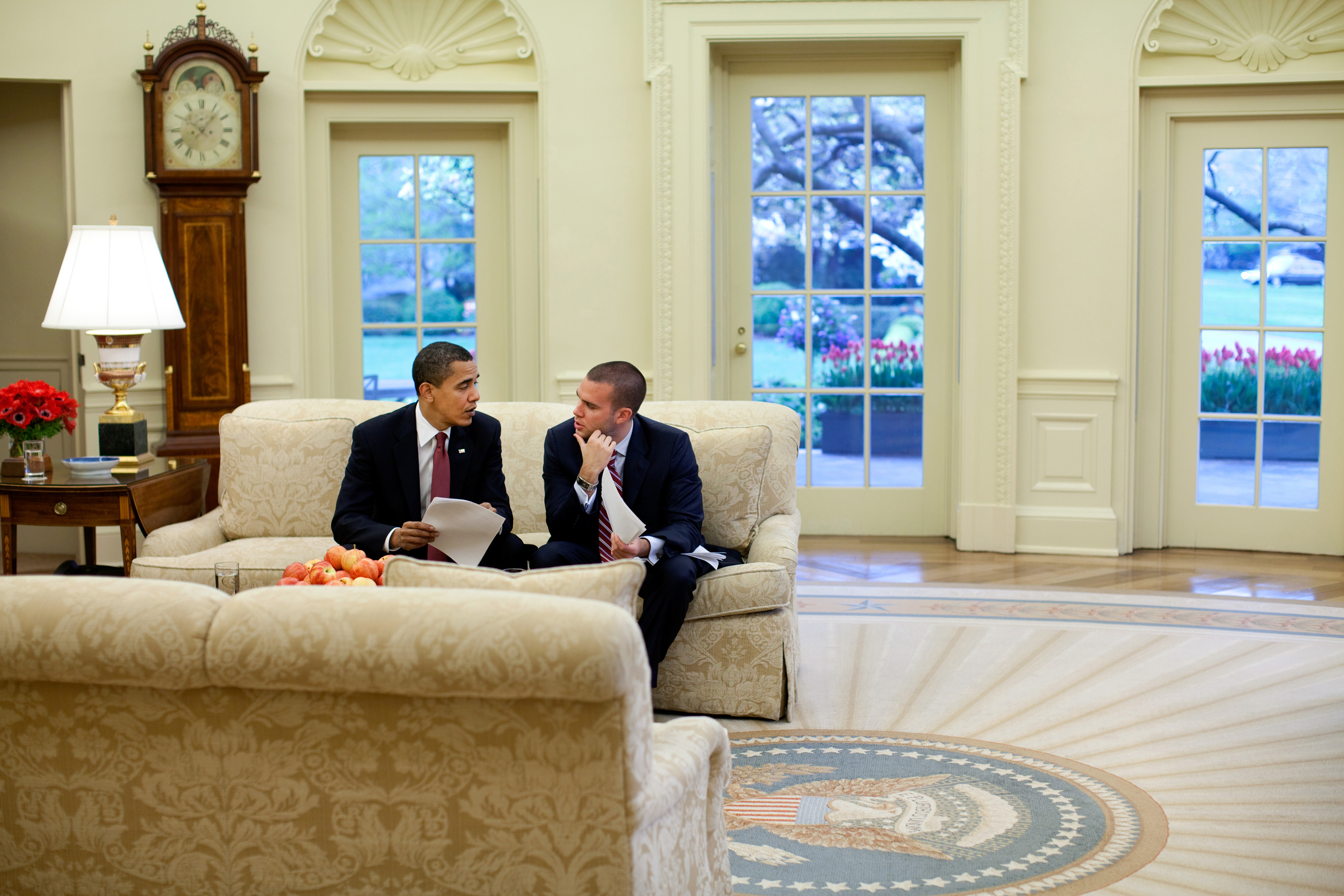
Jon Favreau et Barack Obama dans le bureau ovale le 14 avril 2009 pour la révision d'un discours.

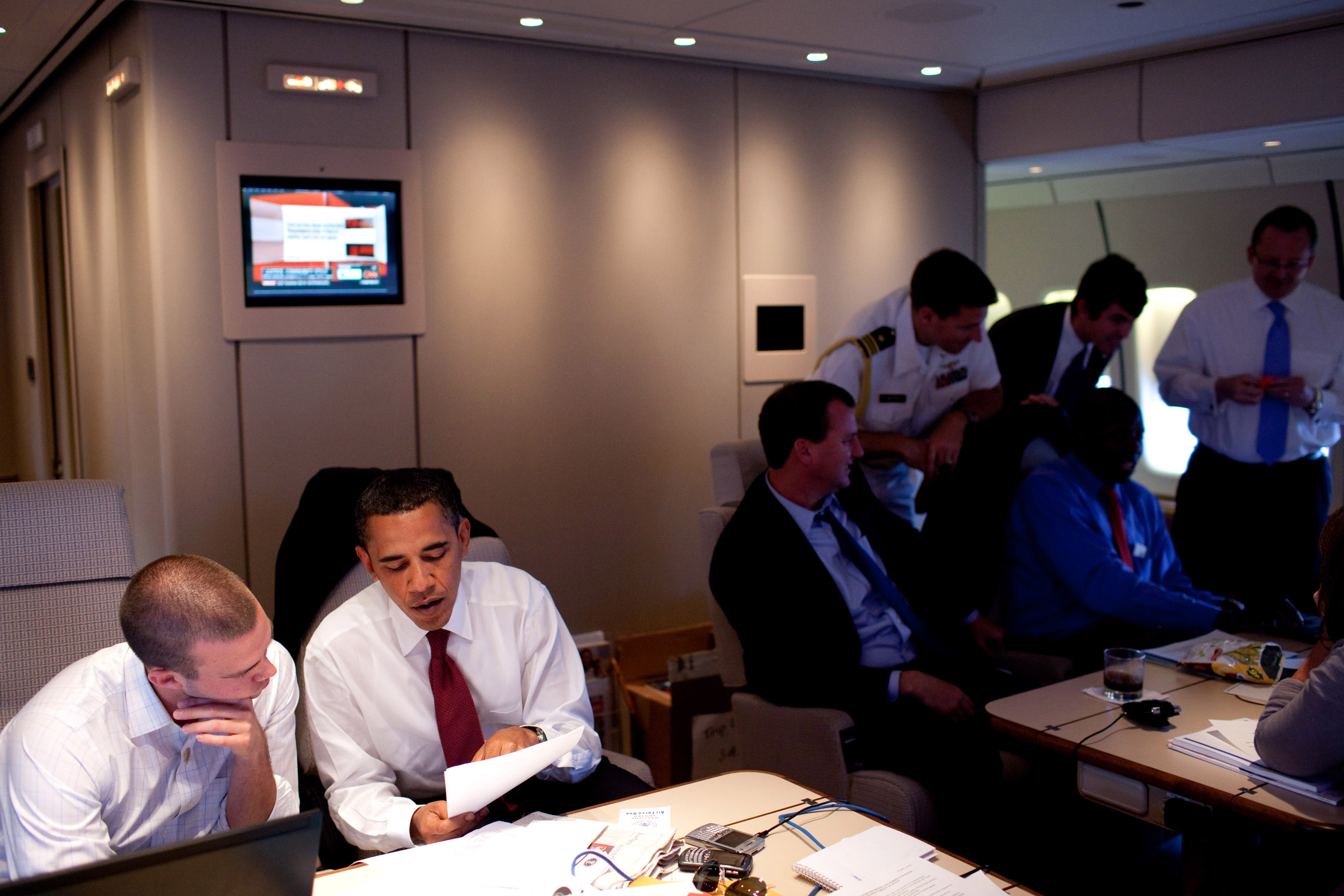
Barack Obama et Jon Favreau à bord de Air Force One, en 2009.

D'ascendance franco-canadienne, Jon Favreau est originaire du Massachusetts. Après de brillantes études de science politique au College of the Holy Cross de Worcester, dont il est diplômé d'un B.A. en 2003 et dont il est le trésorier, puis le président de la Commission des débats de la section étudiante du Parti démocrate, il participe à la campagne de John Kerry pour l'élection présidentielle de 2004 : initialement chargé de rassembler des extraits de programmes radiodiffusés, il finit par intégrer l'équipe de rédaction des discours et devient l'assistant de la principale plume du candidat démocrate.
Au cours de la convention démocrate, il rencontre pour la première fois Barack Obama, chargé de prononcer le discours programme. Alors qu'Obama répète son discours en coulisse, il lui signale une dissonance sur une phrase, se faisant ainsi remarquer du futur sénateur. Peu après son élection au Sénat, celui-ci l'engage sur les recommandations de Robert Gibbs, un ancien attaché de presse du candidat Kerry, qui fut par ailleurs l'un de ses conseillers.
Principale plume de Barack Obama lors de la campagne électorale pour l'élection présidentielle de 2008, ayant ainsi rédigé le discours de victoire lors des caucuses de l'Iowa, il devient, après la victoire du candidat démocrate, directeur du bureau de rédaction des discours (Director of Speechwriting) à la Maison-Blanche. C'est le plus jeune à exercer cette fonction depuis James Fallows, sous la présidence de Jimmy Carter (1977-1979).
Il est notamment chargé de la rédaction du discours d'investiture d'Obama le 20 janvier 2009. Il s'exprime peu dans les médias, lesquels le considèrent comme le spin doctor (conseiller en communication) de la Maison-Blanche, dans laquelle il dispose d'un bureau, situé à proximité du Bureau ovale.
En mars 2013, Favreau quitte ses fonctions à la Maison-Blanche et décide de se tourner vers l'écriture de scénarios pour le cinéma.